# Liriomyza asphodeli
Liriomyza asphodeli este o specie de muște din genul Liriomyza, familia Agromyzidae, descrisă de Spencer în anul 1957.
Este endemică în Spania. Conform Catalogue of Life specia Liriomyza asphodeli nu are subspecii cunoscute.